# Von Mensch zu Mensch
Von Mensch zu Mensch ist das neunte und letzte Studioalbum der deutschen Pop-Rock-Band Unheilig. Die Limited-Deluxe-Version des Albums beinhaltet als Beilage das achte Videoalbum Ein letztes Mal.

## Entstehung und Artwork
Alle Stücke des Albums wurden gemeinsam vom Grafen, Markus Tombült und Henning Verlage geschrieben. Produziert wurden die Lieder von Thorsten Brötzmann, Roland Spremberg, Markus Tombült und Henning Verlage in den Principal Studios in Senden, wobei die meisten Stück zusammen von Tombült und Verlage produziert wurden, Brötzmann produzierte lediglich zwei und Spremberg nur ein Lied. Gemastert wurde das Album in den TrueBusyness Studios in Berlin, unter der Leitung von Sascha „Busy“ Bühren. Die Abmischung erfolgte unter der Leitung von Olsen Involtini. Das Album wurde unter den Musiklabels Vertigo/Capitol veröffentlicht und durch den Fansation Musikverlag und Universal Music Publishing vertrieben.
Auf dem Cover des Albums ist – neben Künstlernamen und Albumtitel – eine Comicdarstellung des Grafen, während einer Fahrt im Heißluftballon, zu sehen. Der Heißluftballon und der Graf stehen dabei etwas hervor. Im Inneren der Limited-Deluxe-Version befindet sich neben einem 22-seitigen Begleitheft mit Liedtexten und Konzertbildern ein Fanposter des Grafen, das aus vielen kleinen Fanbildern zusammengestellt wurde. Hierfür konnten die Fans im Vorfeld ein Bild von sich und einem Abschiedsgruß an den Grafen und Unheilig online einsenden. Die Fotografien des Begleitheftes stammen von Janice Mersiovsky und Erik Weiss. Das Artwork und die Illustrationen des Covers und des Begleitheftes stammen vom Büro Dirk Rudolph.

## Veröffentlichung und Promotion
Die Erstveröffentlichung von Von Mensch zu Mensch erfolgte am 4. November 2016 in Deutschland, Österreich und der Schweiz. Das Album besteht aus 16 neuen Studioaufnahmen, wobei ein Lied im Vorfeld schon auf dem vorangegangenen MTV Unplugged zu finden war. Neben der regulären Albumveröffentlichung folgte zeitgleich die Veröffentlichung einer „Limited-Deluxe-Version“. Diese beinhaltet eine Bonus-DVD mit neun Liveaufnahmen und vier Impressionen. Eine offizielle Singleauskopplung erfolgte nicht, es wurden im Vorfeld lediglich zwei Lyrikvideos zu Ich würd dich gern besuchen (VÖ: 9. September 2016) und Mein Leben ist die Freiheit (VÖ: 7. Oktober 2016) veröffentlicht. Beide Titel standen zusammen mit dem Stück Von Mensch zu Mensch bereits ab dem 28. Oktober 2016 für alle die das Album digital vorbestellten zum Download bereit.

## Hintergrund
Am 2. August 2016 veröffentlichte der Graf einen offenen Brief an alle Unheilig-Fans, in dem er die Beweggründe für das Album beschrieb. In diesem ging der Graf nochmals auf die vergangenen Jahre ein, bedankte sich für die zahlreiche Unterstützung und erklärte, dass es ihm schwer falle, die Zeit und vor allem die Emotionen in Worte zu packen, die diese unglaubliche Zeit gebührend ausdrücken können und seine Dankbarkeit an die Fans von Herzen beschreiben können. Musik sei immer seine Sprache gewesen und somit möchte er sich bei allen Unheilig-Fans mit Musik als seiner Sprache bedanken. Er wolle das Album als Mensch, ihnen, seinen Fans als Menschen, widmen.

## Inhalt
Alle Liedtexte des Albums sind in deutscher Sprache verfasst und wurden wie die Kompositionen gemeinsam vom Grafen, Markus Tombült und Henning Verlage verfasst. Es handelt sich bei allen Stücken um Neukompositionen, lediglich das Stück Einer von Millionen erschien bereits im Vorfeld. Das Lied entstand während der Arbeiten zum vorangegangenen Studioalbum Gipfelstürmer, schaffte es jedoch damals nicht aufs Album. Erstmals wurde das Lied im Rahmen des MTV Unpluggeds im Vorjahr veröffentlicht. Bei dem Titel Auf ein letztes Mal (Intro) handelt es sich um ein reines Instrumentalstück. Musikalisch bewegen sich die Lieder im Bereich des Pop-Rocks. Gesungen werden alle Stücke eigens von Unheilig-Frontmann dem Grafen.
| #  | Titel                       | Autor(en)                                 | Produzent(en)                   | Länge |
| -- | --------------------------- | ----------------------------------------- | ------------------------------- | ----- |
| 1  | Auf ein letztes Mal (Intro) | Der Graf, Markus Tombült, Henning Verlage | Markus Tombült, Henning Verlage | 4:28  |
| 2  | Egoist                      | Der Graf, Markus Tombült, Henning Verlage | Thorsten Brötzmann              | 4:06  |
| 3  | Von Mensch zu Mensch        | Der Graf, Markus Tombült, Henning Verlage | Markus Tombült, Henning Verlage | 4:16  |
| 4  | Einer von Millionen         | Der Graf, Markus Tombült, Henning Verlage | Markus Tombült, Henning Verlage | 3:13  |
| 5  | Mein Leben ist die Freiheit | Der Graf, Markus Tombült, Henning Verlage | Markus Tombült, Henning Verlage | 4:36  |
| 6  | Funkenschlag                | Der Graf, Markus Tombült, Henning Verlage | Thorsten Brötzmann              | 4:30  |
| 7  | Ich würd dich gern besuchen | Der Graf, Markus Tombült, Henning Verlage | Markus Tombült, Henning Verlage | 3:30  |
| 8  | Ein wahres Glück            | Der Graf, Markus Tombült, Henning Verlage | Markus Tombült, Henning Verlage | 4:48  |
| 9  | Legenden                    | Der Graf, Markus Tombült, Henning Verlage | Roland Spremberg                | 4:07  |
| 10 | Heimatlos                   | Der Graf, Markus Tombült, Henning Verlage | Markus Tombült, Henning Verlage | 3:57  |
| 11 | Der Sturm                   | Der Graf, Markus Tombült, Henning Verlage | Markus Tombült, Henning Verlage | 4:08  |
| 12 | Tausend Rosen               | Der Graf, Markus Tombült, Henning Verlage | Markus Tombült, Henning Verlage | 3:23  |
| 13 | Walfänger                   | Der Graf, Markus Tombült, Henning Verlage | Markus Tombült, Henning Verlage | 6:19  |
| 14 | Krieger                     | Der Graf, Markus Tombült, Henning Verlage | Markus Tombült, Henning Verlage | 3:30  |
| 15 | Ein letztes Lied            | Der Graf, Markus Tombült, Henning Verlage | Markus Tombült, Henning Verlage | 4:28  |
| 16 | Für alle Zeit (Outro)       | Der Graf, Markus Tombült, Henning Verlage | Markus Tombült, Henning Verlage | 6:11  |

## Ein letztes Mal
Bei Ein letztes Mal handelt es sich um das achte Videoalbum von Unheilig. Die DVD ist lediglich als Beilage der Limited-Deluxe-Version von Von Mensch zu Mensch erschienen. Inhaltlich umfasst die knapp 60-minütige DVD vier Impressionen, in denen jeweils Ausschnitte aus 16 Jahren Unheilig zu finden sind, sowie neun Konzertmitschnitte. Die Liveaufnahmen entstanden bei Konzerten in Berlin, Frankfurt am Main, Hamburg und Köln (Abschiedskonzert) während der Ein letztes Mal – Open Air Tour. Produziert wurde die DVD durch RCV TV, Martin Müller und Jochen Trauter. Das DVD-Authoring erfolgte unter Harald Gericke von Platin Media Productions. Artwork und Fotografien stammen wie bei den Arbeiten zu Von Mensch zu Mensch von Büro Dirk Rudolph, Janice Mersiovsky und Erik Weiss, mit Ausnahme des Menu-Designs, dies tätigte Michaela Jürgens.
| #  | Titel                                                     | Autor(en)                                 | Produzent(en)                   | Länge |
| -- | --------------------------------------------------------- | ----------------------------------------- | ------------------------------- | ----- |
| 1  | Ein letztes Mal von Mensch zu Mensch                      | Der Graf, Markus Tombült, Henning Verlage | Markus Tombült, Henning Verlage | 4:19  |
| 2  | Hinunter bis auf Eins (live vom Abschiedskonzert in Köln) | Der Graf, Markus Tombült, Henning Verlage | Thorsten Brötzmann              | 3:29  |
| 3  | Ein letztes Mal – Die Impressionen                        | Der Graf, Markus Tombült, Henning Verlage | Markus Tombült, Henning Verlage | 2:02  |
| 4  | Zeit zu gehen (live aus Hamburg)                          | Der Graf, Markus Tombült, Henning Verlage | Markus Tombült, Henning Verlage | 4:43  |
| 5  | Echo (live aus Hamburg)                                   | Der Graf, Markus Tombült, Henning Verlage | Roland Spremberg                | 4:02  |
| 6  | Unter deiner Flagge (live aus Frankfurt/Main)             | Der Graf, Henning Verlage                 | Kiko Maßbaum                    | 4:21  |
| 7  | Für immer (live aus Frankfurt/Main)                       | Der Graf                                  |                                 | 3:46  |
| 8  | Ein letztes Mal – Ich würd dich gern besuchen             | Der Graf, Markus Tombült, Henning Verlage | Markus Tombült, Henning Verlage | 1:46  |
| 9  | Wie in guten alten Zeiten (live aus Berlin)               | Der Graf, Markus Tombült, Henning Verlage | Markus Tombült, Henning Verlage | 6:13  |
| 10 | Maschine (live aus Hamburg)                               | Der Graf                                  | Jose Alvarez-Brill, Der Graf    | 7:00  |
| 11 | An deiner Seite (live vom Abschiedskonzert in Köln)       | Der Graf                                  |                                 | 4:14  |
| 12 | Geboren um zu leben (live vom Abschiedskonzert in Köln)   | Der Graf, Henning Verlage                 | Kiko Maßbaum                    | 7:31  |
| 13 | Ein letztes Mal und für alle Zeit                         | Der Graf, Markus Tombült, Henning Verlage | Markus Tombült, Henning Verlage | 6:22  |

## Ein letztes Mal – Die Open-Air-Konzerte 2016
Die folgende Liste ist eine Übersicht der Konzerte die Unheilig bei ihrer Ein letztes Mal – Die Open Air Konzerte 2016 gespielt haben. Die Tour erstreckte sich über vier Monate vom 13. Mai bis 10. September 2016 und führte sie durch 23 deutsche und zwei österreichische Städte. Während der Tour spielten Unheilig Stücke ihrer gesamten Karriere. Insgesamt besuchten über 300.000 Menschen die Konzerte.
Jedes Konzertticket beinhaltete einen fünf Euro Gutschein, welcher auf den Konzerten am Merchandisestand für die limitierte Fan-CD Danke! Ein Letztes Mal – Live eingelöst werden konnte. Das Album beinhaltet eine Liveaufnahme des Konzertes aus der Frankfurter Festhalle vom 30. Januar 2016.
Setlist
1. Auf ein letztes Mal (Intro)
2. Hinunter bis auf Eins
3. Als wär’s das erste Mal
4. Glück auf das Leben
5. Eisenmann
6. Unter deiner Flagge
7. Feuerengel
8. An deiner Seite
9. Zeitreise (Nur in Bad Segeberg gespielt)
10. Mein Leben ist die Freiheit
11. Sage Ja! (Nur in Bad Segeberg gespielt)
12. Lichter der Stadt
13. Wir sind alle wie eins
14. So wie du warst
15. Die Weisheiten des Lebens
16. Wie in guten alten Zeiten
17. Große Freiheit
18. Zeit zu gehen

Zugabe:
1. Für mich soll’s rote Rosen regnen (Original: Hildegard Knef)
2. Geboren um zu leben
3. Für immer
4. Maschine
5. Der Vorhang fällt

| Datum              | Stadt                    | Veranstaltungsort                           | Land        |
| ------------------ | ------------------------ | ------------------------------------------- | ----------- |
| 13. Mai 2016       | Bad Segeberg             | Freilichttheater am Kalkberg                | Deutschland |
| 3. Juni 2016       | Hannover                 | Gilde Parkbühne                             | Deutschland |
| 4. Juni 2016       | Zwickau                  | Flugplatz                                   | Deutschland |
| 19. Juni 2016      | München                  | Königplatz                                  | Deutschland |
| 25. Juni 2016      | Baunatal                 | Parkstadion                                 | Deutschland |
| 30. Juni 2016      | Straubing                | Bluetone                                    | Deutschland |
| 1. Juli 2016       | Graz                     | Freiluftarena B                             | Österreich  |
| 2. Juli 2016       | Wien                     | Krieau Open Air                             | Österreich  |
| 15. Juli 2016      | Rostock                  | IGA-Park                                    | Deutschland |
| 16. Juli 2016      | Berlin                   | Kindl-Bühne Wuhlheide                       | Deutschland |
| 22. Juli 2016      | Emmendingen              | I EM Music Festival                         | Deutschland |
| 23. Juli 2016      | Erfurt                   | Freigelände Messehalle Erfurt               | Deutschland |
| 24. Juli 2016      | Aspach                   | mechatronik Arena                           | Deutschland |
| 29. Juli 2016      | Norderney                | Summertime@Norderney                        | Deutschland |
| 30. Juli 2016      | Saarbrücken              | Messe                                       | Deutschland |
| 31. Juli 2016      | Weinheim                 | Schlosspark                                 | Deutschland |
| 5. August 2016     | Rothenburg ob der Tauber | Eiswiese                                    | Deutschland |
| 6. August 2016     | Dresden                  | Filmnächte am Elbufer                       | Deutschland |
| 12. August 2016    | Mönchengladbach          | Hockeypark (SparkassenPark Mönchengladbach) | Deutschland |
| 13. August 2016    | Coburg                   | HUK Coburg Open Air Sommer                  | Deutschland |
| 20. August 2016    | Ulm                      | Kloster Wiblingen                           | Deutschland |
| 27. August 2016    | Magdeburg                | Domplatz                                    | Deutschland |
| 2. September 2016  | Bremerhaven              | Open Air Wilhelm-Kaisen-Platz               | Deutschland |
| 3. September 2016  | Ochtrup                  | Sportplatz Alte Maate                       | Deutschland |
| 10. September 2016 | Köln                     | Rheinenergiestadion                         | Deutschland |

## Mitwirkende
| Albumproduktion - Thorsten Brötzmann: Musikproduzent - Sascha Bühren: Mastering - Der Graf: Gesang, Komponist, Liedtexter - Olsen Involtini: Abmischung - Roland Spremberg: Musikproduzent - Markus Tombült: Komponist, Liedtexter, Musikproduzent - Henning Verlage: Keyboard, Komponist, Liedtexter, Musikproduzent Artwork (Cover) - Janice Mersiovsky: Fotograf - Erik Weiss: Fotograf | Unternehmen - Büro Dirk Rudolph: Artwork (Cover) - Capitol Records: Musiklabel - Fansation Musikverlag: Verlag - Principal Studios: Tonstudio - TrueBusyness Studios: Mastering - Universal Music Publishing: Verlag - Vertigo Records: Musiklabel |

## Rezensionen
Die Musikredaktion von laut.de vergab lediglich einen von fünf Sternen für das Album. Johannes Jimeno von laut.de beschrieb das Album mit folgenden Worten: Die Instrumentalstücke Auf ein letztes Mal und Für alle Zeit umranden ein Machwerk widerwärtigster Popmusik mit melodramatischer Bratsche und seichten Streichern. In den restlichen 14 Liedern würde der Graf alles schlechte aus Schlager, Goth und Pop zelebrieren. Textlich gestalte sich diese 70 Minuten andauernde Tortur langweilig, uninspiriert und gnadenlos schwülstig. Besonders schlecht kommen die Stücke Ich würd dich gern besuchen und Walfänger weg. Jimeno beschreibt die beiden Titel als Straftat. Ich würd dich gern besuchen sei mit ekelhaftem Gefühlsschlonz malträtiert und Walfänger umschreibt er als Missgeburt aus Rammstein und Tokio-Hotel-Anleihen.
Ebenfalls sehr schlecht wurde das Album von Plattentests.de bewertet. Das E-Zine vergab lediglich einen von zehn Punkten. Pascal Bremmer von plattentests.de beklagte unter anderem die „schwülstig-gespenstische Gitarrenriffs“, „schlagerpoppige Melodien“, die Hymnenhaftigkeit, sowie das wiederholte Vorkommen von Signalwörtern wie „Freiheit“ und „Glück“.

## Kommerzieller Erfolg

### Chartplatzierungen
Von Mensch zu Mensch erreichte in Deutschland als viertes Studioalbum in Folge Position eins der Albumcharts und konnte sich eine Woche auf ebendieser behaupten sowie neun Wochen in den Top 10 und 22 Wochen in den Charts. In Österreich erreichte das Album Position vier und konnte sich zwei Wochen in den Top 10 und 19 Wochen in den Charts halten. In der Schweiz erreichte Von Mensch zu Mensch Position drei und hielt sich eine Woche in den Top 10 sowie 20 Wochen in den Charts. 2016 platzierte sich das Album auf Position 29 in den deutschen Album-Jahrescharts, sowie auf Position 69 in Österreich und auf Position 73 in der Schweiz.
Für Unheilig ist dies der zwölfte Charterfolg in Deutschland, sowie der siebte in Österreich und der sechste in der Schweiz. Es ist bereits ihr sechster Top-10-Erfolg in Deutschland und der Schweiz, sowie der siebte in Österreich. Es ist ihr vierter Nummer-eins-Erfolg in Deutschland. Es ist das insgesamt sechste Album Unheiligs, dass sich gleichzeitig in allen D-A-CH-Staaten platzieren konnte.
| ChartsChartplatzierungen | Höchstplatzierung | Wochen |
| ------------------------ | ----------------- | ------ |
| Deutschland (GfK)        | 1 (22 Wo.)        | 22     |
| Österreich (Ö3)          | 4 (19 Wo.)        | 19     |
| Schweiz (IFPI)           | 3 (20 Wo.)        | 20     |

| ChartsJahrescharts (2016) | Platzierung |
| ------------------------- | ----------- |
| Deutschland (GfK)         | 19          |
| Österreich (Ö3)           | 69          |
| Schweiz (IFPI)            | 73          |

### Auszeichnungen für Musikverkäufe
Im Juli 2017 wurde das Album in Deutschland mit einer Platin-Schallplatte ausgezeichnet. Damit wurde das Album mindestens 200.000 Mal verkauft.
| Land/Region        | Auszeichnungen für Musikverkäufe (Land/Region, Auszeichnung, Verkäufe) | Verkäufe |
| ------------------ | ---------------------------------------------------------------------- | -------- |
| Deutschland (BVMI) | Platin                                                                 | 200.000  |
| Insgesamt          | 1× Platin ·                                                            | 200.000  |